# Kaliopate Tavola

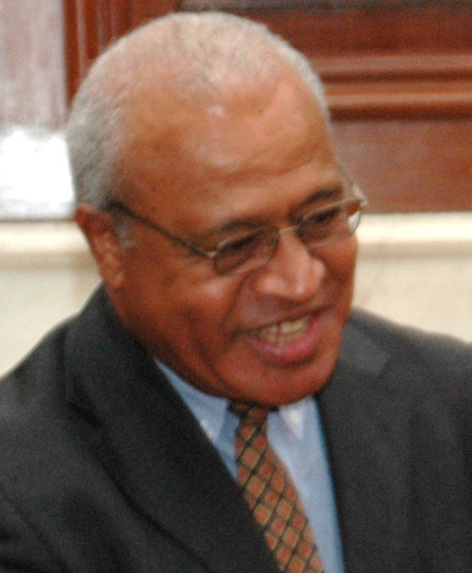
Kaliopate Tavola

Kaliopate Tavola (* 1946) war ab dem 28. Juli 2000 bis 2006 Außenminister von Fidschi. Er ist Mitglied der linken United Fiji Party (SDL) von Premierminister Laisenia Qarase, dessen Regierung 2006 im Amt bestätigt wurde. Zuvor war er unter anderem Botschafter seines Landes in Belgien sowie bei der UNESCO und der Welthandelsorganisation gewesen.